# Frauenhaarfarne
Die Frauenhaarfarne (Adiantum) sind eine Pflanzengattung in der Familie der Saumfarngewächse (Pteridaceae) und gehören zu den Echten Farnen (Polypodiopsida). Kennzeichnendes Merkmal der Gattung Adiantum ist der umgeschlagene Blattrand, der die Sori bedeckt. Die 220 bis 230 Arten sind fast weltweit verbreitet.

## Merkmale

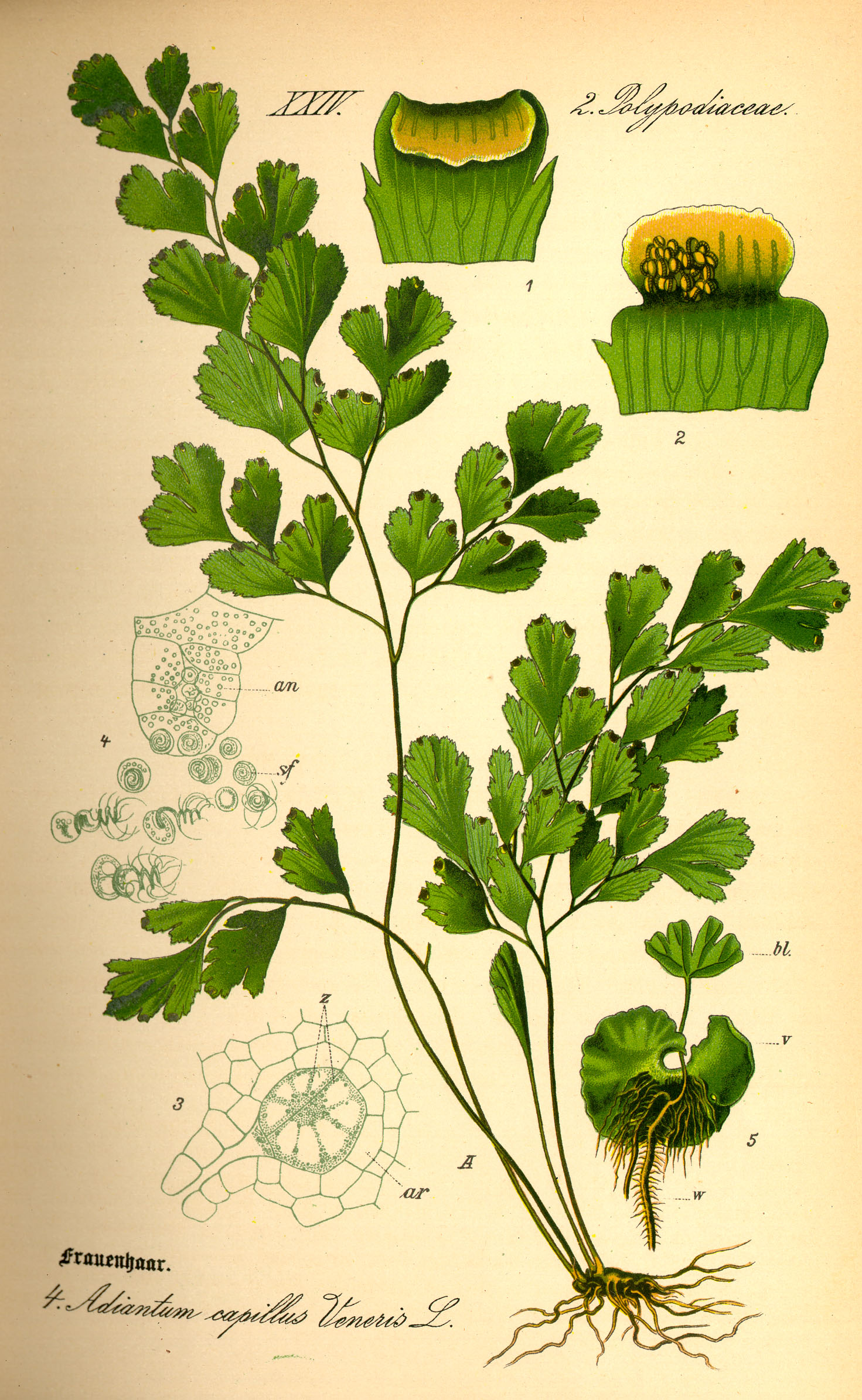
Illustration des Gewöhnlichen Frauenhaarfarn (Adiantum capillus-veneris)

Adiantum-Arten sind ausdauernde krautige Pflanzen. Die Rhizome sind kurz oder lang kriechend bis halb aufrecht, und verzweigt. Die Schuppen sind dunkelgelb bis dunkel rot-braun (selten schwarz), ein- oder zweifarbig, linealisch-lanzettlich bis lanzettlich. Ihr Rand ist ganz, ausgebissen-bewimpert oder winzig gezähnt.
Die Blätter sind meist einheitlich, seltener etwas zweigestaltig. Sie stehen dicht gehäuft bis nahe beieinander, selten entfernt und sind 15 bis 110 Zentimeter groß. Die Blätter sind in Blattstiel und Blattspreite gegliedert. Der Blattstiel ist kastanienbraun bis dunkel-purpurn oder schwarz. Er besitzt an der Oberseite eine einzelne Rille. Der Stiel ist kahl bis behaart und wird von einem oder zwei Leitbündeln durchzogen. Die Blattspreite ist im Umriss lanzettlich, eiförmig, kellenförmig, oder fächerförmig, und dabei ein- bis vierfach (selten bis neunfach) gefiedert. Beide Seiten sind meist kahl (in Nordamerika besitzen zwei Arten zerstreut Haare). Die Oberseite ist stumpf bis glänzend, nicht gestreift. Die Blattspindel ist gerade bis gebogen. Die fast sitzenden bis kurz gestielten Blattabschnitte letzter Ordnung sind kreisförmig, fächerförmig, rhombisch oder länglich mit gestutztem bis keilförmigem Grund und 3 bis 29 Millimeter breit.
Die fruchtbaren Blattabschnitte sind am Rand umgebogen und bilden Pseudoindusien. Diese sind 0,6 bis 1 Millimeter breit und hell graugrün oder braun bis dunkelbraun gefärbt. Sie verdecken die Sporangien, bis diese sich öffnen. Die Sporangien selbst stehen fast am Spreitenrand entlang der Blattadern, manchmal auch zwischen diesen, an der Unterseite der Pseudoindusien. Die Sporen sind gelb bis gelblich-braun, tetraedrisch bis kugelig.
Die Chromosomengrundzahl beträgt x = 29 oder 30.

## Ökologie
Adiantum-Arten wachsen terrestrisch oder auf Felsen (lithophytisch).

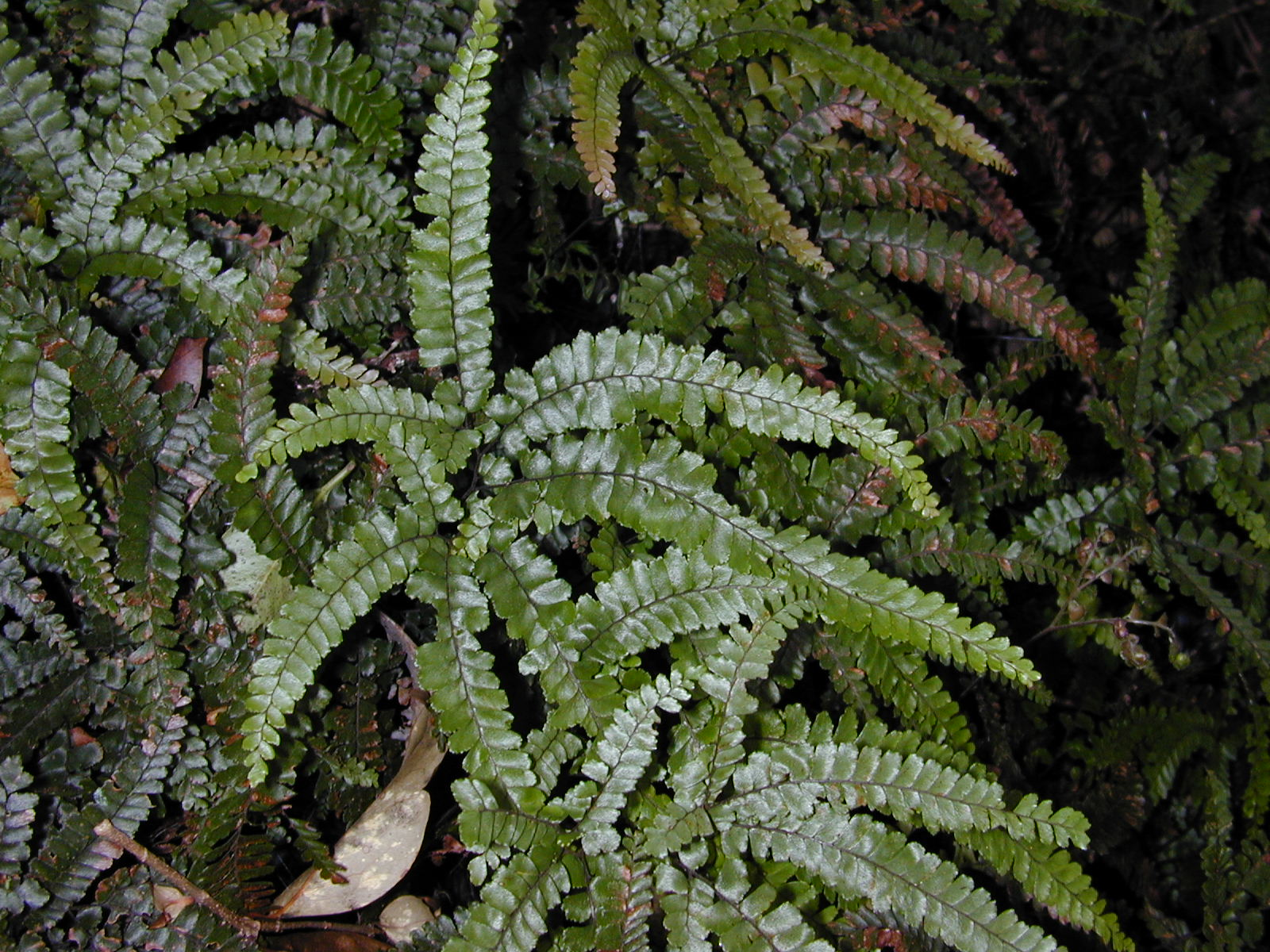
Rauer Frauenhaarfarn (Adiantum hispidulum)

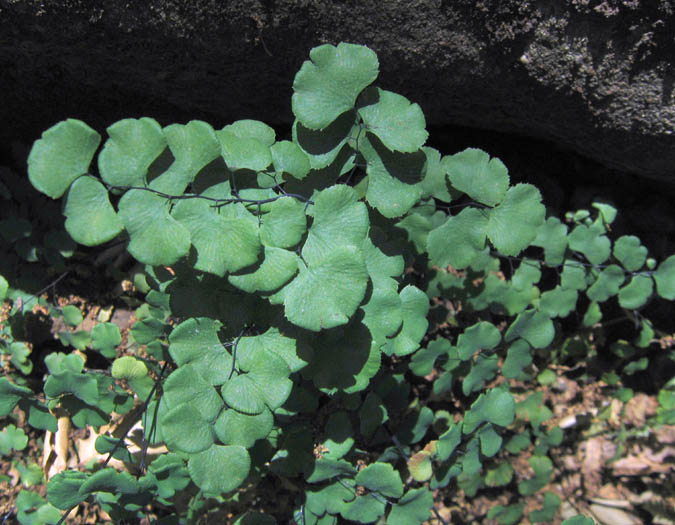
Adiantum jordanii

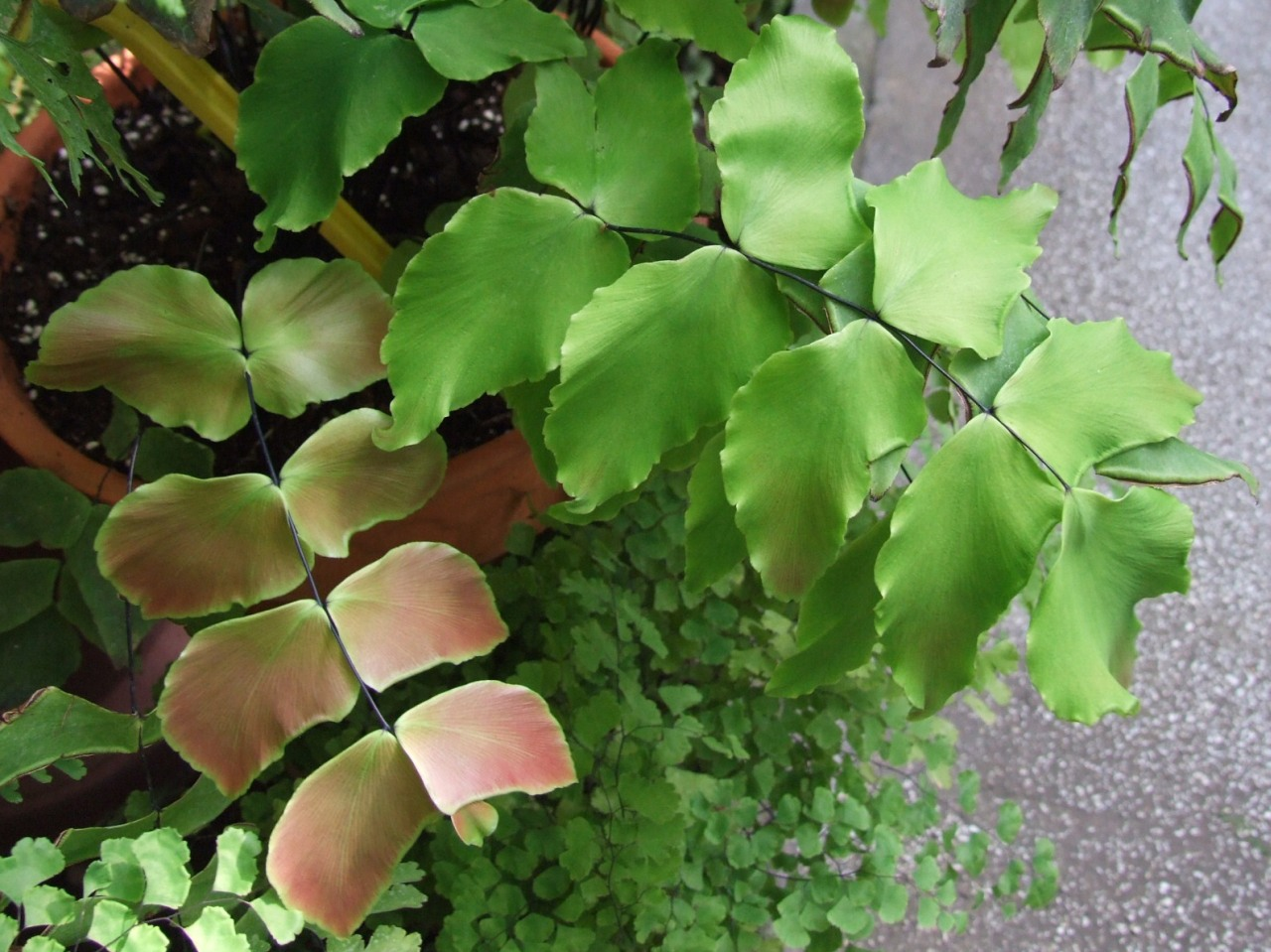
Adiantum macrophyllum

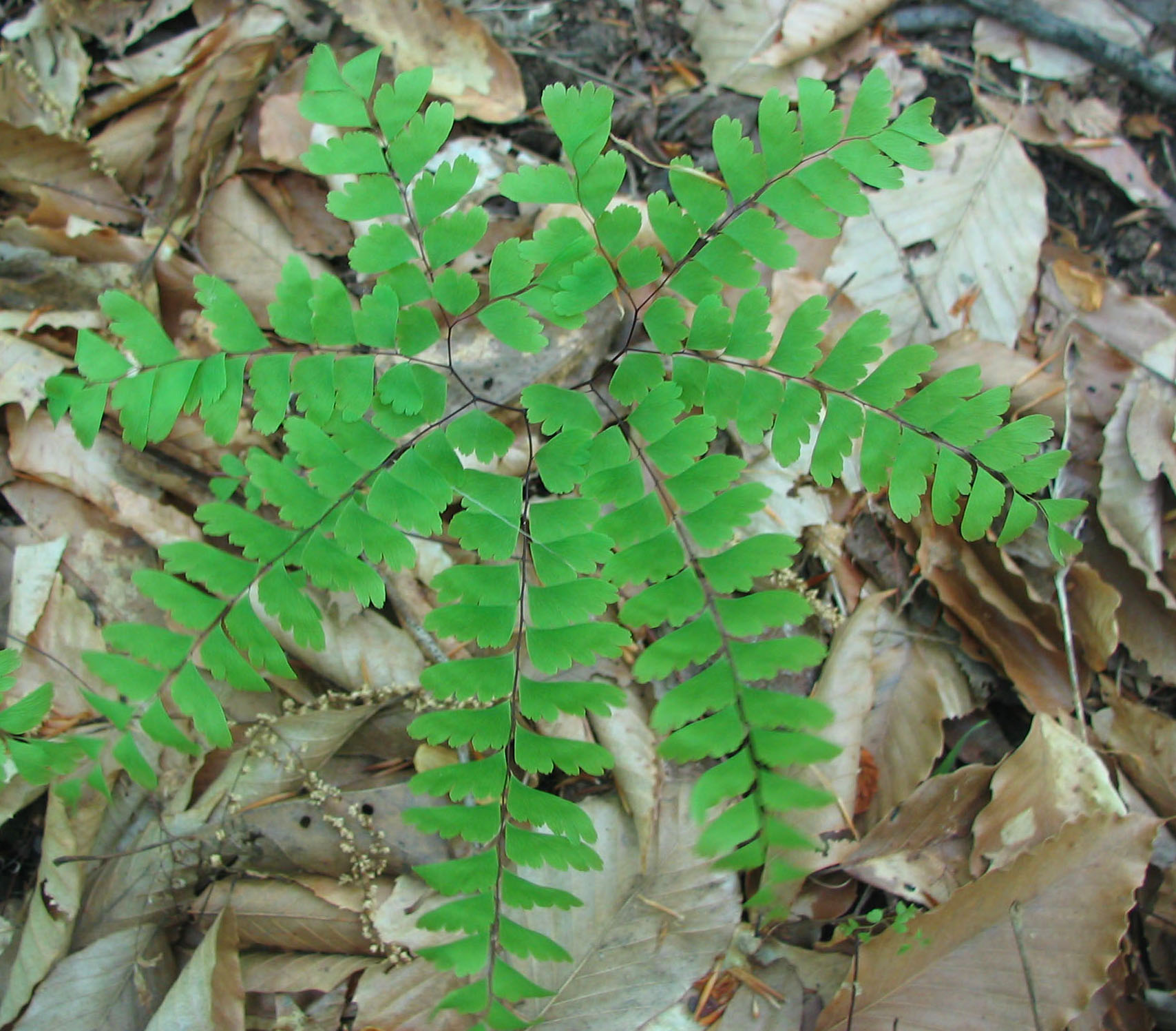
Pfauenradfarn (Adiantum pedatum)

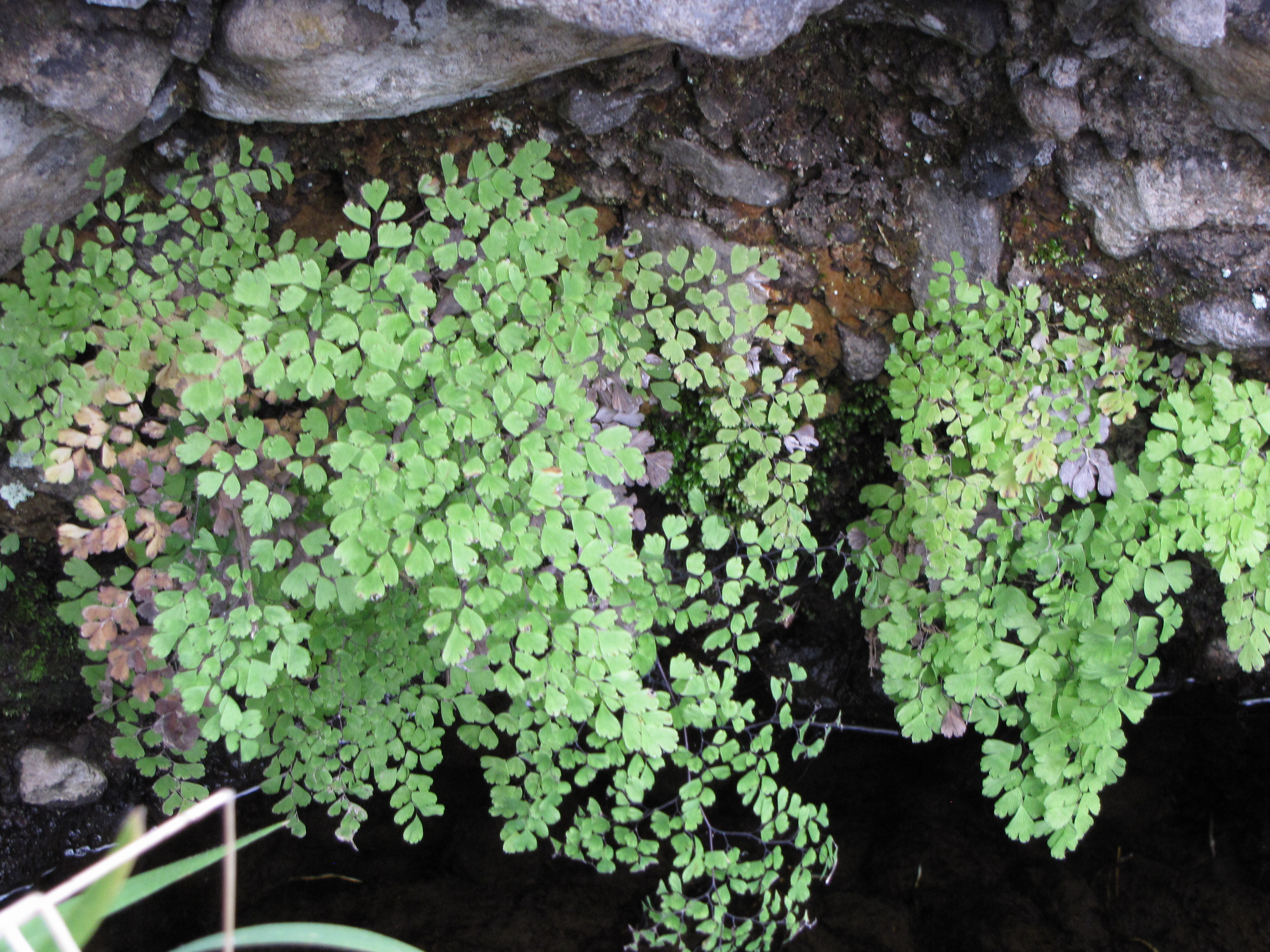
Dreieckiger Frauenhaarfarn (Adiantum raddianum)

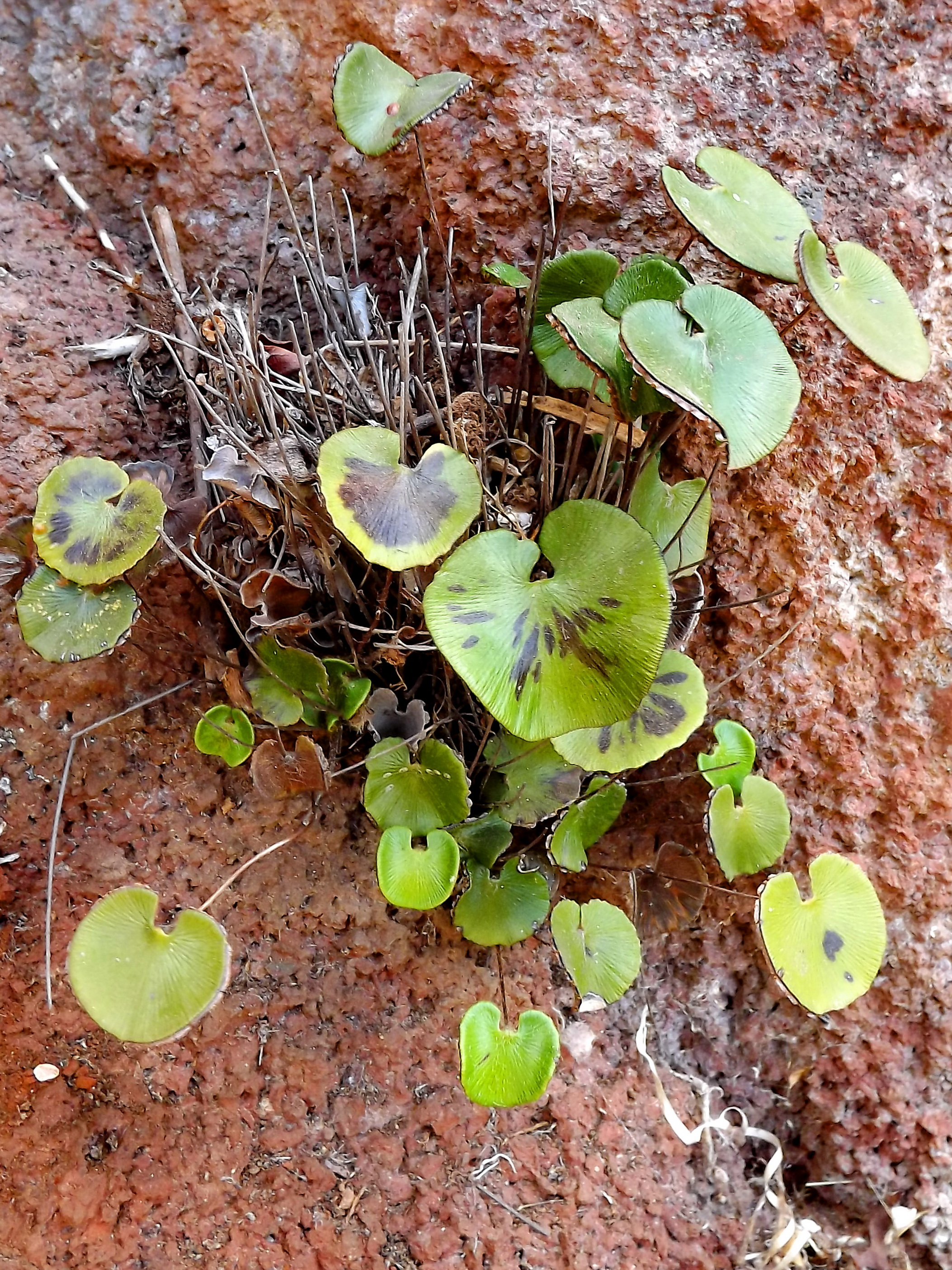
Talerfarn (Adiantum reniforme)

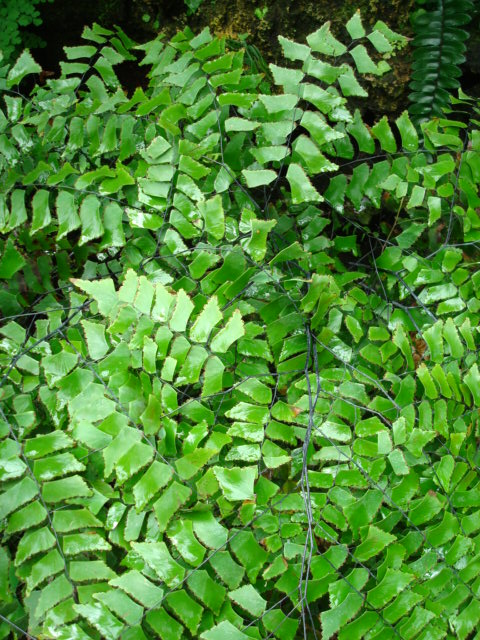
Diamant-Frauenhaarfarn (Adiantum trapeziforme)

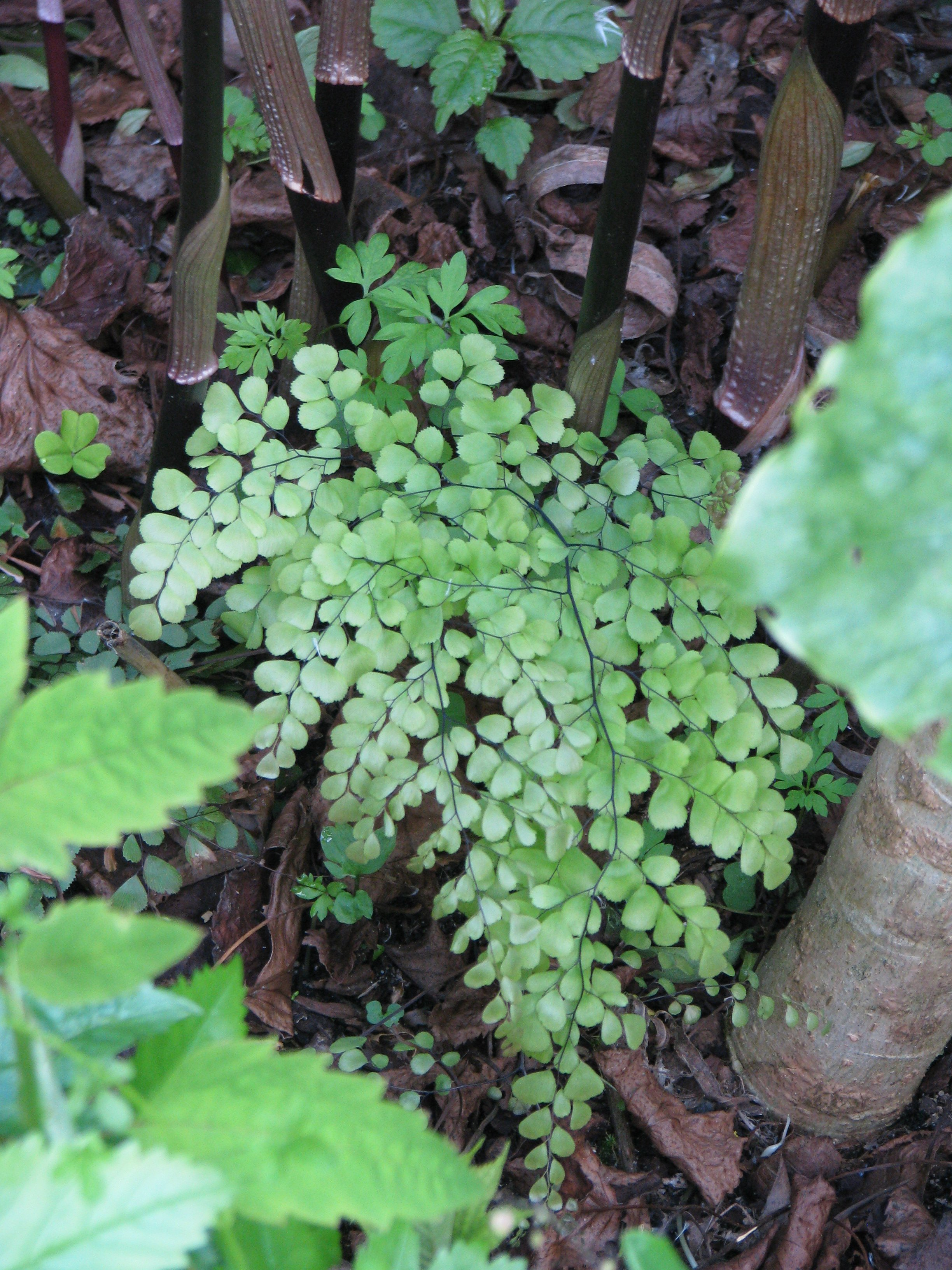
Immergrüner Frauenhaarfarn (Adiantum venustum)

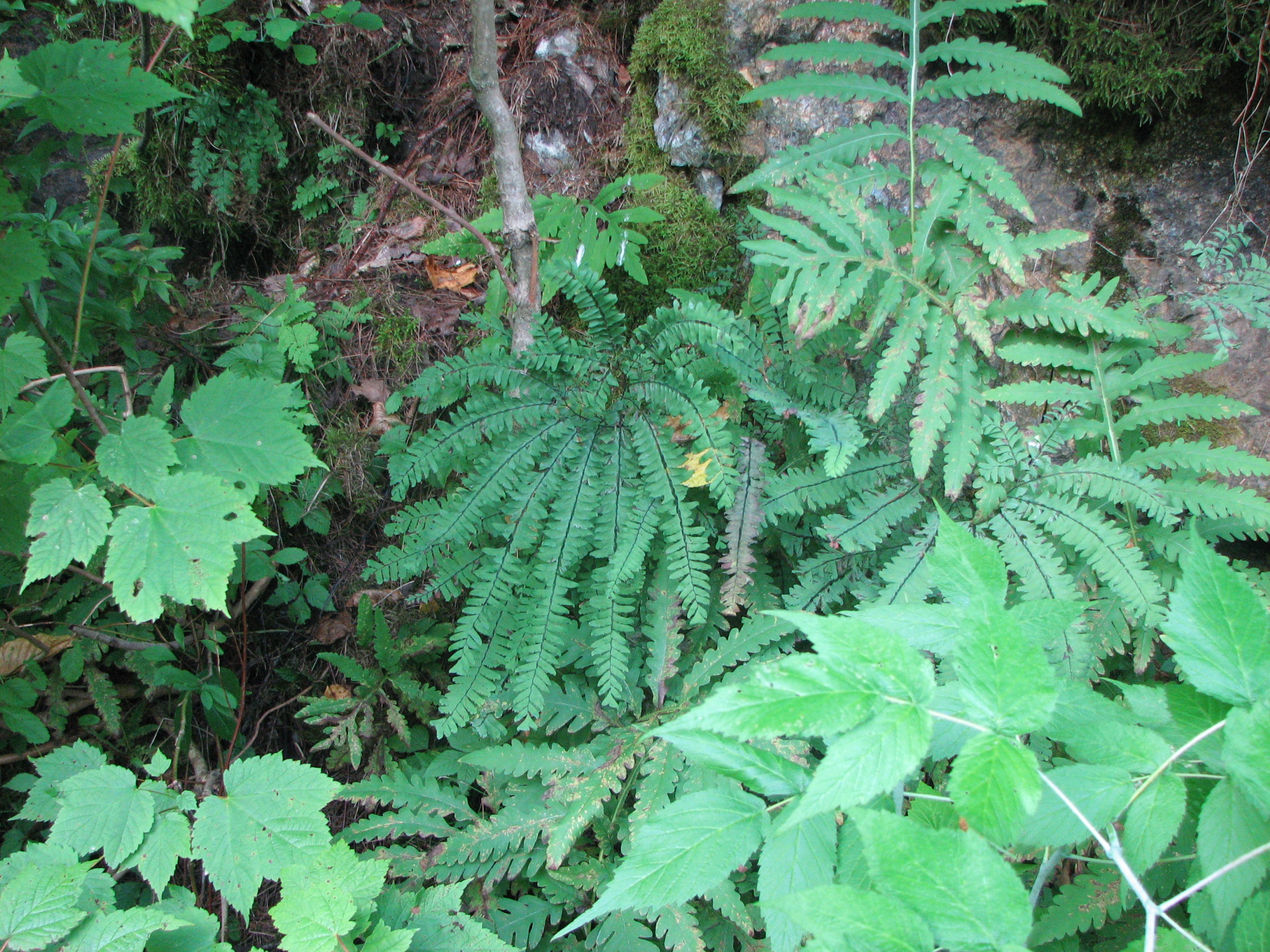
Adiantum viridimontanum

## Systematik und Verbreitung
Die Gattung Adiantum wurde 1753 durch Carl von Linné in Species Plantarum, Tomus II, S. 1094 aufgestellt. Typusart ist Adiantum capillus-veneris L.
Die Gattung Adiantum gehört innerhalb der Familie Pteridaceae zu einer monophyletischen Gruppe, die neben Adiantum die neun Gattungen der Vittarioideae umfasst und als Unterfamilie Adiantoideae bezeichnet werden könnte. Während die Gattung Adiantum selbst sehr gut charakterisiert ist, lassen sich die Arten nur schlecht voneinander abgrenzen.
Die Gattung Adiantum ist annähernd weltweit verbreitet (subkosmopolitisch). Sie fehlt allerdings in den Breiten jenseits des 60. Breitengrads. Ihre höchste Diversität erreichen sie in den südamerikanischen Anden. In Trockengebieten fehlen sie völlig.
In Europa kommen drei Arten vor, davon ist nur eine einheimisch, der Frauenhaarfarn oder Gewöhnlicher Frauenhaarfarn (Adiantum capillus-veneris), der in den Südalpen auch den Südrand Mitteleuropas erreicht. Des Weiteren kommen der Raue Frauenhaarfarn (Adiantum hispidulum) und der Dreieckige Frauenhaarfarn (Adiantum raddianum) in Europa vor.
Es gibt 220 bis 230 Arten in Gattung Adiantum (Auswahl):
- Adiantum abscissum Schrad.: Sie ist in Brasilien verbreitet.[3]
- Adiantum acrolobum A.Rojas: Sie wurde 2008 erstbeschrieben. Sie kommt in Costa Rica, Nicaragua sowie Panama und vielleicht in Kolumbien vor.[3]
- Adiantum adiantoides (J.Sm.) C.Chr.: Sie kommt im nördlichen Südamerika vor.[3]
- Buschiger Frauenhaarfarn (Adiantum aethiopicum L.): Er kommt in Australien, Neuseeland, auf den Lord-Howe-Insel, in Neukaledonien sowie in Südafrika vor. Ob die Population im tropischen Afrika zu dieser Art gehören wird noch diskutiert.[3]
- Adiantum alarconianum Gaudich.: Sie kommt in Kolumbien, Ecuador, im nördlichen Peru und auf den Galapagos-Inseln vor.[3]
- Adiantum aleuticum (Ruprecht) Paris (Syn. Asplenium pedatum var. aleuticum Rupr.): Er ist von Alaska über Kanada und die USA bis Mexiko weitverbreitet.[8][2]
- Adiantum alomae Caluff: Sie wurde 2009 aus dem östlichen Kuba erstbeschrieben.[9][3]
- Adiantum anceps Maxon & C.V.Morton: Sie kommt in Kolumbien, Ecuador, Bolivien und in Peru vor.[8]
- Ausläufertreibender Frauenhaarfarn (Adiantum caudatum L.): Er ist im tropischen Afrika und tropischen Asien verbreitet.
- Frauenhaarfarn oder Gewöhnlicher Frauenhaarfarn (Adiantum capillus-veneris L.): Er gedeiht von warm-gemäßigten bis tropischen Gebieten in der Neuen Welt, Eurasien und Afrika.[2]
- Adiantum concinnum Humb. & Bonpl. ex Willd.: Sie ist von Mexiko über Zentral- bis Südamerika (Peru) verbreitet.[8] Er ist in Sri Lanka ein Neophyt.
- Adiantum curvatum Kaulf.: Sie kommt in Brasilien vor.[3]
- Adiantum davidii Franch.: Sie gedeiht auf Felsen an Fließgewässern in Höhenlagen von 1100 bis 3400 Metern in den chinesischen Provinzen Gansu, Guizhou, Hebei, Henan, Shaanxi, Shanxi, Sichuan sowie Yunnan.[1]
- Adiantum deltoideum Sw.: Sie kommt auf den karibischen Inseln Kuba, Hispaniola und Jamaika vor.[8]
- Zarter Frauenhaarfarn (Adiantum diaphanum Blume): Er ist vom tropischen Asien über Malesien bis Australien, Neuseeland und auf Pazifischen Inseln weitverbreitet.[3] In Sri Lanka, in Belgien und den Niederlanden[10] ist er ein Neophyt.
- Adiantum dolosum Kunze: Sie kommt in Guayana, Französisch-Guayana, Suriname und Brasilien vor.[8]
- Adiantum edgeworthii Hook.: Sie ist in den indischen Bundesstaaten Jammu, Arunachal Pradesh, Himachal Pradesh, Manipur, Meghalaya, Uttarakhand, Westbengalen und in Kaschmir, Sikkim, Nepal, Bhutan, im nördlichen Myanmar, Vietnam, im nördlichen Thailand, Tibet und in den chinesischen Provinzen Gansu, Guizhou, Hebei, Henan, Liaoning, Shandong, Sichuan soie Yunnan und in Taiwan, auf der japanischen Insel Kyushu, auf der Malaiischen Halbinsel, auf den Philippinen und auf Timor verbreitet.[1][3]
- Adiantum feei T.Moore ex Fée: Sie ist von Mexiko über Guatemala, Costa Rica, Nicaragua sowie Honduras bis Panama verbreitet.[3]
- Adiantum flabellulatum L.: Sie kommt in Indien, Sri Lanka, Thailand, Vietnam, China, Hongkong, Taiwan und Japan vor.[8]
- Australischer Frauenhaarfarn (Adiantum formosum R.Br.): Er kommt in Australien und Neuseeland vor. In Sri Lanka ist er ein Neophyt.
- Adiantum fulvum Raoul: Sie kommt in Australien, Neuseeland und Polynesien vor.
- Adiantum gertrudis Espinosa: Sie kommt in Chile vor.[3]
- Adiantum gingkoides C.Chr.: Sie kommt in Laos und Vietnam vor.[3]
- Adiantum glaucescens Klotzsch: Sie kommt in Südamerika vor.[3]
- Adiantum gravesii Hance: Sie kommt in Vietnam und in China vor.[3]
- Rauer Frauenhaarfarn[6] (Adiantum hispidulum Sw.): Er kommt ursprünglich vor im tropischen und südlichen Afrika, in Madagaskar, auf den Komoren, auf Mauritius und Réunion, in Indien, Malaysia, Australien und Neuseeland.[8] Er ist in den USA[2] und auf den Azoren ist er ein Neophyt.
- Adiantum hornei Baker: Dieser Endemit kommt nur auf Viti Levu vor.[3]
- Adiantum incisum Forssk.: Sie kommt in Afrika, auf der Arabischen Halbinsel und in Asien vor.[3]
- Adiantum jordanii Müll.Hal.: Sie kommt in Oregon, in Kalifornien und in Baja California vor.[8][2]
- Adiantum latifolium Lam.: Sie kommt von Mexiko und auf karibischen Inseln bis Argentinien und Paraguay vor.[8]
- Adiantum leprieurii Hook.: Sie kommt in Südamerika vor.[3]
- Adiantum lucidum (Cav.) Sw.: Sie kommt auf karibischen Inseln, von Nicaragua bis Panama und in Brasilien sowie Peru vor.[8]
- Adiantum macrophyllum Sw.: Sie kommt von Mexiko und den karibischen Inseln, auf den Galapagos-Inseln, bis Bolivien, Brasilien und Peru vor.[8]
- Adiantum melanoleucum Willd.: Sie kommt in Florida, auf den Bahamas und den Großen Antillen vor.[2]
- Adiantum mindanaense Copel.: Sie kommt auf den Philippinen, auf Seram, Ambon, Sulawesi und Neuguinea vor.[3]
- Adiantum nelumboides X.C.Zhang (Syn.: Adiantum reniforme var. sinense Y.X.Lin): Dieser Name wurde 2012 erstveröffentlicht. Diese durch Wildaufsammlung als Heilpflanze und durch Siedlungsdruck bedrohte Art gedeiht an Felsen in Höhenlagen von etwa 300 Metern in Sichuan nur in Shizhu.[1]
- Pfauenrad-Frauenhaarfarn oder Pfauenradfarn (Adiantum pedatum L.): Er ist von Alaska bis zum östlichen und zentralen Nordamerika verbreitet.[8][2]
- Adiantum pentadactylon Langsd. & Fisch.: Sie kommt in Brasilien vor.[8]
- Silberdollar-Frauenhaarfarn (Adiantum peruvianum Klotzsch): Er komm in Ecuador, Peru sowie Bolivien vor.[8]
- Kriechender Frauenhaarfarn[6] (Adiantum philippense L.): Er ist im tropischen Afrika, in Madagaskar, auf den Komoren sowie Kapverden, im tropischen Asien, China, Taiwan, Australien, Kuba und Mexiko bis Venezuela weitverbreitet.[8]
- Adiantum platyphyllum Sw.: Sie kommt von Zentral- bis Südamerika vor.
- Adiantum poiretii Wikstr.: Sie kommt im tropischen Afrika, in Madagaskar, Indien, Mexiko, Hispaniola und Südamerika vor.[8]
- Adiantum polyphyllum Willd.: Sie komm in Guatemala, Kolumbien, Venezuela sowie Trinidad und Tobago vor.[8]
- Adiantum princeps T.Moore: Sie kommt in Zentralamerika sowie Kolumbien vor.
- Adiantum pulverulentum L.: Sie ist von Mexiko über Zentralamerika bis ins tropisches Südamerika verbreitet und ist in Sri Lanka ein Neophyt.
- Dreieckiger Frauenhaarfarn[6] (Adiantum raddianum C.Presl, Syn.: Adiantum rubellum T. Moore[11]), Heimat: Mexiko, die Karibik, Nicaragua, Costa Rica, Kolumbien, Ecuador, Peru, Bolivien, Venezuela, Brasilien, Argentinien, Paraguay, Uruguay[8], eingebürgert in Portugal, auf den Azoren sowie etwa seit dem Jahr 2000 in Brunnen und Kellerlichtschächten in Belgien, den Niederlanden[12] und im Ruhrgebiet.[13][10]
- Talerfarn (Adiantum reniforme L.): Es gibt zwei Unterarten und eine Varietät:[3]
  - Adiantum reniforme L. susp. reniforme. Sie kommt in Makaronesien in Madeira (auf den Hauptinsel Madeira und der Insel Porto Santo), auf den Kanarischen Inseln (auf Lanzarote, Fuerteventura, Gran Canaria, Teneriffa, La Gomera, Hierro sowie La Palma), auf der kapverdischen Insel Santo Antão, in der Demokratischen Republik Kongo, in Kenia, Tansania, Malawi, auf den Komoren, in Madagaskar und im Tibesti-Gebirge im nördlichen Tschad vor.
  - Adiantum reniforme subsp. pusillum (Bolle) Rivas Mart.. Den Rang einer Unterart hat sie seit 2002. Sie kommt auf der Hauptinsel Madeira und auf den Kanarischen Inseln (Gran Canaria, Teneriffa, La Gomera, Hierro sowie La Palma) vor.
  - Adiantum reniforme var. asarifolium (Willd.) Cordem.: Sie kommt nur auf La Réunion sowie Mauritius vor.
- Adiantum seemannii Hook.: Sie kommt von Mexiko bis Kolumbien vor.[11]
- Adiantum sericeum Eaton: Dieser Endemit kommt nur in Kuba vor.[11]
- Fächer-Frauenhaarfarn[6] (Adiantum tenerum Sw.): Er kommt in Florida, von Mexiko über Guatemala bis Costa Rica, auf Karibischen Inseln und in Venezuela vor.[8][2]
- Vierblättriger Frauenhaarfarn[6] (Adiantum tetraphyllum Humb. & Bonpl. ex Willd.): Er ist in der Neotropis und Westafrika verbreitet.
- Diamant-Frauenhaarfarn[6] (Adiantum trapeziforme L.): Er ist auf Karibischen Inseln und von Mexiko bis Costa Rica, dazu in Bolivien und Paraguay verbreitet[8] und ist in Sri Lanka ein Neophyt.
- Adiantum tricholepis Fée: Sie kommt von den USA bis Mexiko vor.[2]
- Immergrüner Frauenhaarfarn[6] (Adiantum venustum G.Don): Er kommt in Indien, Nepal und in Tibet vor.[8]
- Adiantum viridimontanum C.A.Paris: Dieser Endemit kommt nur im US-Bundesstaat Vermont vor.[8][2]
- Adiantum vivesii Proctor: Dieser Endemit kommt nur in Puerto Rico vor.[8]
- Adiantum williamsii T.Moore: Sie kommt in Peru vor.
- Adiantum wilsonii Hook.: Sie kommt von Mexiko bis Panama, in Kolumbien, Ecuador, Kuba, Jamaika, Hispaniola und Puerto Rico vor.[8]

## Nutzung (Auswahl)
Der Pfauenrad-Frauenhaarfarn oder Pfauenradfarn (Adiantum pedatum) wird als Zierpflanze genutzt.